# Euplexia sinuata
Euplexia sinuata là một loài bướm đêm trong họ Noctuidae.